# Amt Neubukow-Salzhaff
Amt Neubukow-Salzhaff – związek gmin w Niemczech, leżący w kraju związkowym Meklemburgia-Pomorze Przednie, w powiecie Rostock. Siedziba związku znajduje się w mieście Neubukow.
W skład związku wchodzi sześć gmin, w tym jedna gmina miejska (Stadt) oraz pięć gmin wiejskich (Gemeinde):
1. Alt Bukow
2. Am Salzhaff
3. Bastorf
4. Biendorf
5. Carinerland
6. Rerik, miasto

## Zmiany administracyjne
- 26 maja 2019
  - przyłączenie gminy Kirch Mulsow do gminy Carinerland